# Coruña del Conde
Coruña del Conde és un municipi de la província de Burgos a la comunitat autònoma de Castella i Lleó. Forma part de la comarca de Ribera del Duero.

## Demografia
| 1991 | 1996 | 2001 | 2004 |
| ---- | ---- | ---- | ---- |
| 184  | 166  | 164  | 163  |

## Personatges il·lustres
- Diego Marín Aguilera, pastor, inventor i pioner de l'aviació.